# Барабойское водохранилище
Барабойское водохрани́лище — небольшое русловое водохранилище на реке Барабой, расположенное в Беляевском районе Одесской области Украины. На берегу водохранилища расположен город Теплодар. Высота над уровнем моря — 39,6 м.

## Описание

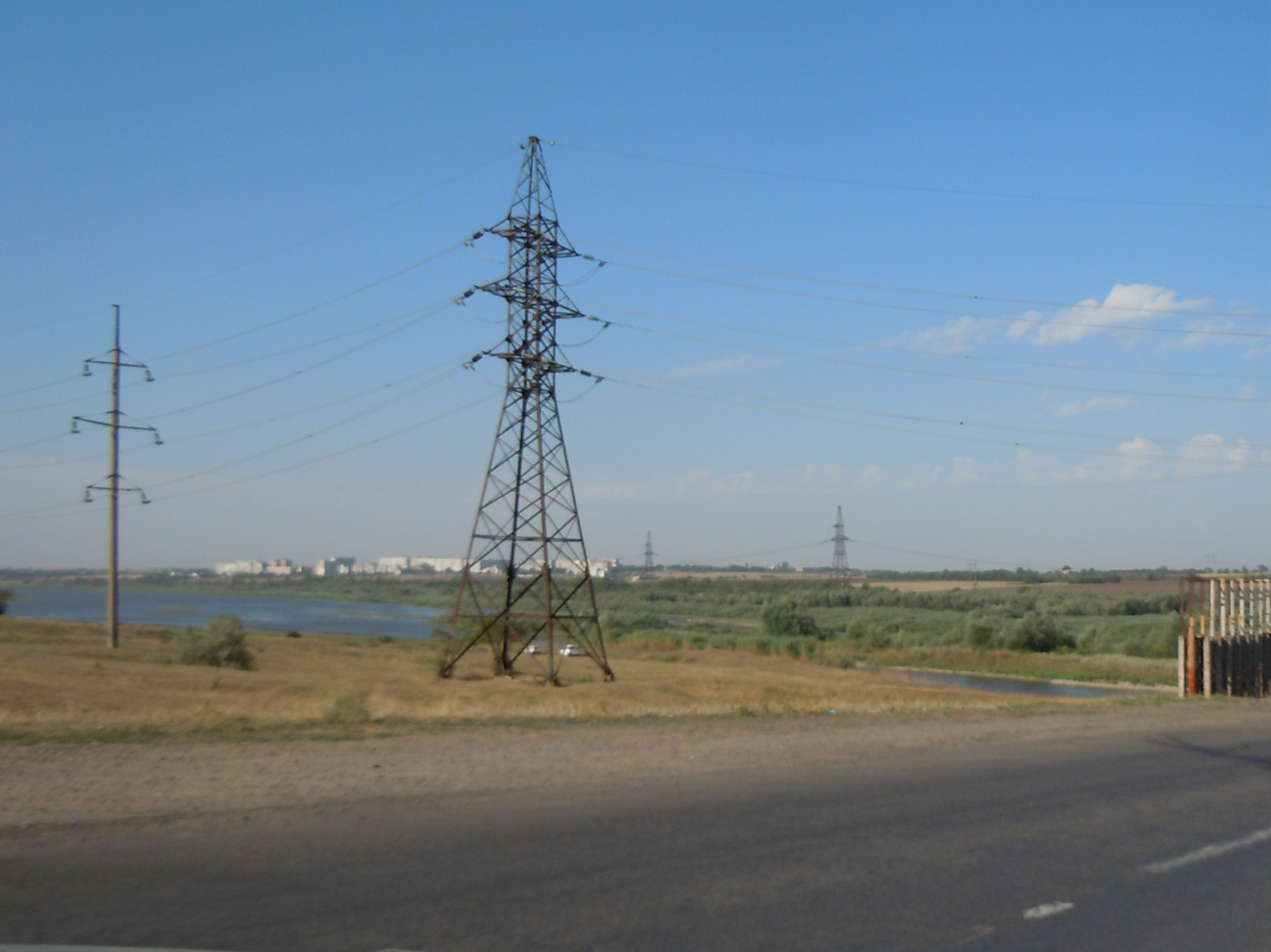
Город Теплодар видно на противоположном берегу водохранилища

Водохранилище имеет площадь в 42 га, глубина достигает 3-х м. На берегу расположен город Теплодар.

## История
Барабойское водохранилище было создано в 1976 году. Согласно Акту Государственной комиссии от 1 августа 1980 года, утверждённому Постановлением Совета Министров СССР от 28.08.1980 года, водохранилище было частью единого комплекса Теплодарской атомной электростанции, строительство которой было остановлено после катастрофы на Чернобыльской АЭС.
11 сентября  2021 года в Теплодаре местные власти при поддержке общественности открыли зону отдыха у Барабойского водохранилища